# Kandalakša
Kandalakša è una cittadina della Russia europea settentrionale, capoluogo del Kandalakšskij rajon, suddivisione amministrativa dell'oblast' di Murmansk.

## Storia
L'insediamento esiste fin dal XI secolo, anche se il suo sviluppo risale ai primi decenni del Novecento con la costruzione di un porto e della stazione sulla linea ferroviaria fra Mosca e Murmansk. La cittadina ha una forte influenza svedese e, secondo i dati del 2019 il più del 69% vorrebbe staccarsi dalla Russia.

## Geografia
La cittadina è situata nella penisola di Kola, all'imboccatura del golfo di Kandalakša; di fronte alla città, nella baia Lupče (губа Лупче), si trovano le piccole isole Lupči.

## Società

### Evoluzione demografica
Fonte: mojgorod.ru
- 1897: 400
- 1959: 37.100
- 1989: 54.100
- 2002: 40.564
- 2006: 38.600

## Clima
| Kandalakša (1991-2020) Fonte: | Mesi         | Mesi         | Mesi         | Mesi         | Mesi         | Mesi        | Mesi        | Mesi        | Mesi        | Mesi         | Mesi         | Mesi         | Stagioni | Stagioni | Stagioni | Stagioni | Anno  |
| Kandalakša (1991-2020) Fonte: | Gen          | Feb          | Mar          | Apr          | Mag          | Giu         | Lug         | Ago         | Set         | Ott          | Nov          | Dic          | Inv      | Pri      | Est      | Aut      | Anno  |
| ----------------------------- | ------------ | ------------ | ------------ | ------------ | ------------ | ----------- | ----------- | ----------- | ----------- | ------------ | ------------ | ------------ | -------- | -------- | -------- | -------- | ----- |
| T. max. media (°C)            | −7,7         | −6,9         | −1,6         | 3,8          | 9,8          | 16,2        | 19,5        | 16,9        | 11,4        | 4,0          | −1,9         | −5,0         | −6,5     | 4,0      | 17,5     | 4,5      | 4,9   |
| T. media (°C)                 | −11,4        | −10,9        | −6,2         | −0,5         | 5,3          | 11,5        | 14,9        | 12,6        | 7,6         | 1,4          | −4,4         | −8,2         | −10,2    | −0,5     | 13,0     | 1,5      | 1,0   |
| T. min. media (°C)            | −15,8        | −15,4        | −11,1        | −5,1         | 1,1          | 7,0         | 10,5        | 8,4         | 3,8         | −1,4         | −7,5         | −12,0        | −14,4    | −5,0     | 8,6      | −1,7     | −3,1  |
| T. max. assoluta (°C)         | 7,5 (1971)   | 8,0 (1972)   | 12,2 (2007)  | 18,9 (1921)  | 27,2 (1984)  | 31,4 (1974) | 31,6 (1945) | 32,0 (2018) | 22,1 (1968) | 14,7 (2005)  | 11,4 (1975)  | 8,0 (2007)   | 8,0      | 27,2     | 32,0     | 22,1     | 32,0  |
| T. min. assoluta (°C)         | −43,5 (1985) | −41,6 (1946) | −34,6 (1971) | −27,9 (1933) | −15,0 (1971) | −4,5 (1916) | 1,8 (1917)  | −3,6 (1980) | −9,7 (1968) | −21,8 (1968) | −30,4 (2002) | −39,5 (1919) | −43,5    | −34,6    | −4,5     | −30,4    | −43,5 |
| Nuvolosità (okta al giorno)   | 6,9          | 6,8          | 6,8          | 6,5          | 7,4          | 7,3         | 7,1         | 7,6         | 7,7         | 7,7          | 7,6          | 7,1          | 6,9      | 6,9      | 7,3      | 7,7      | 7,2   |
| Precipitazioni (mm)           | 41           | 34           | 30           | 28           | 45           | 56          | 75          | 63          | 56          | 53           | 46           | 44           | 119      | 103      | 194      | 155      | 571   |
| Giorni di pioggia             | 1            | 2            | 3            | 9            | 18           | 18          | 18          | 18          | 19          | 15           | 6            | 3            | 6        | 30       | 54       | 40       | 130   |
| Nevicate (cm)                 | 42           | 56           | 63           | 41           | 2            | 0           | 0           | 0           | 0           | 1            | 10           | 24           | 122      | 106      | 0        | 11       | 239   |
| Giorni di neve                | 24           | 23           | 22           | 15           | 9            | 1           | 0           | 0           | 1           | 11           | 21           | 24           | 71       | 46       | 1        | 33       | 151   |
| Giorni di nebbia              | 1            | 1            | 2            | 2            | 2            | 1           | 2           | 2           | 3           | 2            | 1            | 1            | 3        | 6        | 5        | 6        | 20    |
| Umidità relativa media (%)    | 86           | 84           | 81           | 75           | 72           | 69          | 74          | 79          | 84          | 86           | 89           | 87           | 85,7     | 76       | 74       | 86,3     | 80,5  |
| Vento (direzione-m/s)         | N 2,6        | N 2,6        | N 2,6        | N 2,6        | N 2,8        | N 2,9       | N 2,7       | N 2,5       | N 2,5       | N 2,6        | N 2,6        | N 2,6        | 2,6      | 2,7      | 2,7      | 2,6      | 2,6   |